# Limerick Institute of Technology
Das Limerick Institute of Technology (kurz: LIT; irisch Institiúid Teicneolaíochta Luimnigh) war bis 2021 ein eigenständiges technisches Institut mit Sitz in Limerick, Irland.
Zusammen mit dem Athlone Institute of Technology ist es zu diesem Zeitpunkt in der neu gegründeten Technological University of the Shannon (TUS) aufgegangen. Das Institut hatte zwei Campi in Thurles und Clonmel sowie ein regionales Lernzentrum in Ennis verwaltet, die innerhalb der TUS weiterbestehen.

## Geschichte
Das Limerick Institute of Technology (LIT) wurde im Jahr 1852 als School of Ornamental Art on Leamy Street, Limerick gegründet. 1910 wurde es als Municipal Technical Institute (häufig The Red Tech genannt) neu konstituiert. In den 1970er Jahren wurde durch ein beständiges Wachsen der Studentenzahlen ein neuer Campus in Moylish erworben.
1980 wurde es als Limerick College of Art, Commerce and Technology (Limerick CoACT) neu konstituiert. Es wurde im Jahre 1993 zunächst in ein Regional Technical College (RTC) überführt, im Jahre 1997 dann in ein technisches Institut (Institute of Technology). 2012 wurde das LIT mit dem Tipperary Institute verschmolzen, das seit 1998 eigenständig bestanden hatte. Durch diese Vereinigung standen zwei neue Campi in Thurles und Clonmel zur Verfügung. 2017 kam der dritte Campus in Limerick dazu.
AIT und LIT formten auf Grundlage des Technical Universities Act von 2019 ein Konsortium, das sich in Folge erfolgreich für den Status als Universität bewarb. Die neu geschaffene Technological University of the Shannon (TUS) wurde im Mai 2021 genehmigt und nahm den Betrieb im Oktober 2021 auf. Die TUS hat als Einzugsbereich die Midlands und Mittel-West-Region in Irland. Die sechs Campi sind in vier Countys in drei Provinzen Irlands verstreut. Diese liegen in Limerick, Athlone, Thurles, Clonmel und Ennis.

## Struktur
Das Institut war unterteilt in vier Schulen mit jeweils drei Departments:
- Limerick School of Art & Design
  - Department of Design
  - Department of Fine Art
  - Department of Digital Arts & Media
- Applied Sciences & Technology
  - Department of Applied Science
  - Department of Applied Social Sciences
  - Department of Information Technology
- Business & Humanities
  - Department of Business & Financial Services
  - Department of Marketing, Enterprise & Digital Communications
  - Department of Sport, Leisure and Tourism
- Engineering & Built Environment
  - Department of Built Environment
  - Department of Electrical & Electronic Engineering
  - Department of Mechanical & Automobile Engineering

## Bekannte Absolventen
- Pat Breen, irischer Minister[4]
- Amanda Coogan, Künstler[5]
- Pat Shortt, Schauspieler[6]